# Фатима-хатун
Фатима, Фатима-хатун (? — 1246) — фаворитка и приближённая Дорегене-хатун, правительницы Монгольской империи в 1246—1248 годах. По оценке ряда как древних (Ата-Мелик Джувейни, Рашид ад-Дин), так и современных историков (Дж. Уэзерфорд), Фатима являлась одной из наиболее влиятельных женщин в монгольском государстве XIII века.
По происхождению, вероятно, была персиянкой или таджичкой. После захвата монголами Мешхеда оказалась в Каракоруме, где, согласно одним данным, подрабатывала сводничеством, а по другим — проституцией. Неизвестно, при каких обстоятельствах Фатима попала ко двору Дорегене, однако можно предположить, что это произошло в ханствование Угэдэя (1229—1241). Завоевав в скором времени расположение императрицы, Фатима стала её доверенным лицом, получив беспрепятственный доступ в ханскую ставку. Именно по совету Фатимы после смерти Угэдэя Дорегене были отстранены от должностей многие его министры; статус же самой бывшей пленницы в империи только возрос. От лица Фатимы издавались разрешения и запреты, через её посредство решались важнейшие государственные дела. 
С приходом к власти сына Дорегене Гуюка влияние регентши и её приближённых заметно ослабло. Стремясь укрепить своё положение на престоле, Гуюк задумал избавиться от сподвижников матери, в первую очередь от Фатимы. Предлогом послужил донос некоего Ширы, обвинившего Фатиму в колдовстве и болезни младшего брата Гуюка Годана; письмо самого умирающего царевича только придало обвинению вес. Невзирая на протесты матери, Гуюк приказал взять Фатиму под стражу. Вскоре после ареста фаворитки Дорегене скончалась. 

## Суд
Над Фатимой состоялся суд, которым руководил лично Гуюк. На допросе женщина подверглась жестоким пыткам: раздетую и закованную в цепи, её в течение нескольких дней морили голодом и избивали раскалёнными металлическими прутами. Когда Фатима созналась в преступлении, её казнили, зашив ей рот и влагалище (по другим источникам — отрубив руки и ноги) и сбросив тело в воду. 
Обвинение Фатимы позволило Гуюку развернуть кампанию против её родственников и соратников: многие из них были убиты, некоторые подверглись лишь наказаниям. Примечательно, что донесший на Фатиму Шира впоследствии сам был казнён по обвинению в колдовстве вместе со своей семьёй. 